# Tommy Kristiansen (piłkarz)
Tommy Praefke Kristiansen (ur. 8 października 1953 w Kopenhadze) – duński piłkarz występujący na pozycji pomocnika.

## Kariera klubowa
Kristiansen karierę rozpoczynał w sezonie 1974 w drugoligowym zespole Vanløse IF. W debiutanckim sezonie awansował z nim do pierwszej ligi, a także zdobył Puchar Danii. W 1976 roku przeszedł do holenderskiego Go Ahead Eagles, grającego w Eredivisie. Występował tam przez półtora roku.
Na początku 1978 roku Kristiansen przeniósł się do innego zespołu Eredivisie, Feyenoordu. Zadebiutował tam 22 stycznia 1978 w przegranym 0:2 meczu z FC Twente. W Feyenoordzie grał do końca sezonu 1977/1978, a potem wrócił do Go Ahead. Jego barwy reprezentował przez trzy sezony. W 1981 roku przeszedł do kanadyjskiego Edmonton Drillers z ligi NASL. Spędził tam sezon 1981.
Następnie Kristiansen występował w drużynach SBV Haarlem, Brønshøj BK oraz Sc Heerenveen, gdzie w 1986 roku zakończył karierę.

## Kariera reprezentacyjna
W reprezentacji Danii Kristiansen zadebiutował 22 czerwca 1977 w wygranym 2:1 meczu Mistrzostw Nordyckich z Finlandią. W latach 1977–1979 w drużynie narodowej rozegrał 2 spotkania.